# Urbano (vescovo)
Urbano (latino: Urbanus; ante 340 – Parma, post 381) è stato un vescovo romano.
È indicato come il primo vescovo di Parma nella cronotassi dei vescovi della Diocesi di Parma.
Si conosce poco della sua vita. Fu semiariano e scismatico, seguace dell'antipapa Ursino. Ciò appare dalla lettera del Concilio di Roma agli imperatori Graziano e Valentiniano (fine del 378), in cui dai più è qualificato come ariano e seguace di Ursino. I padri del Concilio Romano con la loro lettera intesero informare gli Imperatori circa i condannati della fazione di Ursino, i quali ritenevano abusivamente le loro chiese, benché fosse stato loro ordinato di sottoporsi al giudizio dei vescovi in virtù di ubbidienza.
Gli imperatori Graziano e Valentiniano inviarono uno scritto al vicario Aquilino, rinfacciandogli la mancanza di energia verso gli ursiniani. Vi si stabilisce di trattenere con la forza Ursino nella Gallia, in modo che non determini nuovi moti, e di allontanarne i seguaci. Indicando   Urbano come vescovo di Parma, si dice che la sua conduzione della chiesa di Parma desta preoccupazione, in quanto ritenuto un agitatore delle folle.
Il suo nome è citato anche nell'opera di Sant'Ambrogio Specimine et commentario Maximini Ariani episcopi in synodum aquilejensem (anno 381), nell'addendo pubblicato per la prima volta alle sue opere. Da quest'opera si deduce che anche dopo la sua deposizione da vescovo dimorò a Parma. Il periodo in cui fu vescovo di Parma non è del tutto accertato, ma si ritiene che lo sia stato per circa 15 anni (almeno dal 366 e fino al 381). 